# Wolf (álbum)
Wolf é o terceiro álbum de estúdio do rapper americano Tyler, the Creator, lançado em 2 de abril de 2013 pela Odd Future Records. O álbum conta com participações de Mike G, Domo Genesis, Earl Sweatshirt, Left Brain, Hodgy Beats, Erykah Badu e Pharrell Williams, entre outros. 
O disco foi promovido pelo single principal, "Domo23". Wolf recebeu avaliações majoritariamente positivas da crítica e estreou na terceira posição da Billboard 200 nos Estados Unidos, vendendo 89.000 cópias em sua primeira semana.

## Antecedentes
Os dois projetos anteriores de Tyler, Bastard e Goblin, continham letras e temas associados ao subgênero horrorcore, embora o rapper tenha negado fazer parte desse estilo. Em novembro de 2011, em entrevista à Spin, Tyler afirmou que queria se afastar das temáticas de seus trabalhos anteriores, declarando:
| “ | Falar sobre estupro e esquartejar corpos simplesmente não me interessa mais... O que me interessa é fazer uma música hippie esquisita para as pessoas ficarem chapadas. Com Wolf, vou me gabar um pouco mais, falar sobre dinheiro e comprar coisas. Mas não como qualquer outro rapper, vou ser um idiota sarcástico sobre isso. As pessoas que queriam o primeiro álbum de novo, eu não posso fazer isso. Eu tinha 18 anos e estava sem grana. No meu terceiro álbum, eu tenho dinheiro e estou saindo com meus ídolos. Não consigo mais rimar sobre as mesmas coisas. | ” |

## Música e composições
Wolf é um álbum conceitual que apresenta uma história contínua centrada nos personagens Wolf, Sam e Salem. O terapeuta Dr. TC, presente nos álbuns anteriores de Tyler, faz sua última aparição em um álbum de Tyler na faixa final, "Lone". A narrativa de Wolf é conectada aos dois projetos anteriores do rapper, levando a debates sobre se os eventos do álbum ocorrem antes ou depois de Goblin na cronologia.
A faixa de abertura e que dá nome ao álbum, "WOLF", começa com acordes de piano e vocais suaves, com o personagem Wolf surgindo ao final da música. "Answer" apresenta uma melodia simples de guitarra acompanhada por batidas pesadas. Na canção, Tyler expressa seu desejo de entrar em contato com seu pai ausente e também menciona dificuldades enfrentadas por seus amigos. "Slater" é uma música dedicada à bicicleta de Tyler, terminando com Frank Ocean dizendo: "You're talking to a fucking bike. Loser" (Você está falando com uma maldita bicicleta. Seu perdedor). Kathy Iandoli, da Billboard, comparou "Colossus" ao sucesso "Stan", de Eminem (2000), observando que Tyler "alterna entre versos de admiração inocente e obsessão de tom maníaco". Craig Jenkins, da Pitchfork, descreveu "IFHY" como uma homenagem ao estilo dos The Neptunes, destacando sintetizadores marcantes e mudanças sofisticadas de acordes, além de um final cantado pelo próprio Pharrell Williams. Jenkins também comparou "Rusty", um posse cut, ao som do Wu-Tang Clan, apresentando uma reinterpretação do estilo de produção de RZA nos anos 1990. Na faixa "Trashwang", influenciada pelo estilo trap, Iandeli comparou seu estilo ao do rapper Waka Flocka Flame. "Treehome95" é a música mais influenciada pelo jazz no álbum, contando com participações de Coco O e Erykah Badu. A faixa final do álbum, "Lone", retrata a última sessão de terapia de Tyler com Dr. TC. Na música, o rapper descreve os momentos que antecederam a morte de sua avó.

## Lançamento e promoção
Em 14 de fevereiro de 2013, o grupo OFWGKTA publicou um vídeo em seu canal no YouTube, mostrando L-Boy saltando de paraquedas e anunciando que Wolf seria lançado em 2 de abril de 2013. No mesmo dia, Tyler revelou três capas diferentes do álbum em sua conta no Instagram. A versão deluxe do álbum incluía um pôster dobrável com a arte completa da capa do álbum, criada por Mark Ryden, um patch bordado exclusivo, um calendário Wolf e um livreto de 24 páginas com letras e ilustrações. Quatro dias após o lançamento, Tyler disponibilizou o álbum para streaming gratuito no SoundCloud.
Entre 11 de março e 11 de abril de 2013, Tyler realizou a Wolf Tour, passando pela América do Norte e Europa. Essa foi sua primeira turnê solo, sem a presença do Odd Future. O primeiro show ocorreu em Boulder, Colorado, e a festa de lançamento do álbum foi realizada em Los Angeles, Califórnia, no dia do lançamento. Tyler anunciou que a turnê seria estendida entre 30 de abril e 18 de maio de 2013, com shows na costa oeste dos Estados Unidos e contou com a participação de Earl Sweatshirt. Em 9 de setembro de 2013, Tyler divulgou um trailer de um filme baseado em Wolf, mas o projeto nunca foi lançado.

### Singles
O primeiro single do álbum, "Domo23", foi lançado em 14 de fevereiro de 2013, acompanhado de um videoclipe com participações de membros do Odd Future: Domo Genesis, Earl Sweatshirt, Jasper Dolphin e Taco. A música atingiu a segunda posição na US Bubbling Under Hot 100 Singles e a 37ª posição na US Hot R&B/Hip-Hop Songs. No final do vídeo de "Domo23", há uma prévia do vídeo do suposto segundo single, "Bimmer", com participação de Frank Ocean.

### Outras músicas
Em 29 de março de 2013, foi lançado o videoclipe de "IFHY", com participação de Pharrell. No final do vídeo, a música corta para uma prévia do clipe de "Jamba", com Hodgy Beats. No clipe, Tyler interpreta "um boneco apaixonado, vivendo cenas em uma casa de bonecas com uma namorada de plástico. Enquanto na vida real o Tyler dirige por um bairro ao lado de Hodgy Beats, enquanto "Jamba" toca nos alto-falantes". "IFHY" alcançou a 24ª posição na US Heatseekers Songs. Em 7 de outubro de 2013, foram lançados os videoclipes de "Tamale" e "Answer".

### Instrumentais
Em 7 de abril de 2023, Tyler, the Creator lançou as versões instrumentais de Wolf, junto com o relançamento de produtos oficiais da época do álbum, para comemorar seu 10º aniversário.

## Recepção

### Crítica especializada
| Críticas profissionais | Críticas profissionais |
| Pontuações agregadas   | Pontuações agregadas   |
| Fonte                  | Avaliação              |
| ---------------------- | ---------------------- |
| AnyDecentMusic?        | 6.9/10                 |
| Metacritic             | 70/100                 |
| Avaliações da crítica  |                        |
| Fonte                  | Avaliação              |
| AllMusic               | [ 21 ]                 |
| Exclaim!               | 8/10                   |
| Fact                   | 4/5                    |
| The Independent        | [ 24 ]                 |
| Los Angeles Times      | [ 25 ]                 |
| NME                    | 8/10                   |
| Pitchfork              | 7.8/10                 |
| Rolling Stone          | [ 27 ]                 |
| Slant Magazine         | [ 28 ]                 |
| XXL                    | 3/5                    |

Wolf recebeu críticas majoritariamente positivas. No Metacritic, que atribui uma nota normalizada de 100 com base em análises de publicações profissionais, o álbum obteve uma média de 70, baseada em 31 avaliações. O agregador AnyDecentMusic? deu ao álbum uma nota de 6,9 de 10, com base em seu consenso crítico.
Craig Jenkins, da Pitchfork, afirmou: "Com Wolf, Tyler, the Creator exibe um crescimento radical como produtor, compositor e arranjador, mesmo que, como rapper, ele ainda esteja envolvido nas mesmas palhaçadas. Ainda assim, o álbum contém algumas das melhores músicas que ele já escreveu". Jeremy D. Larson, da Consequence, comentou: "Tyler é seu próprio pior inimigo, claro. Mas a leveza da produção e o interesse geral em ouvi-lo lidar com sua mente inquieta impedem que o álbum se perca em vaidade excessiva". David Jeffries, do AllMusic, disse: "É um álbum divertido para os fãs mais fervorosos, mas a disposição de chocar já parece confortável demais neste ponto, então aqueles que já achavam isso cansativo antes provavelmente acharão devastador aqui". Chris Dart, do Exclaim!, sentiu que "Embora Tyler quase certamente nunca deixe de ser um provocador estranho e caótico, Wolf mostra que ele já está crescendo como um artista inteligente e versátil".
Já Jesse Cataldo, da Slant Magazine, comentou: "A produção é consistentemente forte, mas as coisas são prejudicadas pelo próprio Tyler, que se recusa veementemente a fornecer um âncora palatável para mais de uma hora de material". Cataldo viu o álbum como "um progresso em alguns aspectos", mas sentiu que Tyler "precisa superar certas questões" para "se provar uma força vital". Martín Caballero, do The Boston Globe, afirmou: "Apesar de alternar entre diferentes alter egos e abordar tudo, desde seu pai ausente em "Answer" até a arte de fazer s'mores na fogueira em "PartyIsntOver / Campfire / Bimmer", há uma visão ampla e uma execução hábil que mantém tudo muito mais coeso do que em Goblin". Eric Diep, da XXL, disse: "Wolf atende às suas próprias altas expectativas ao criar uma jornada envolvente pela imaginação de Tyler. Tudo, desde ser seu próprio terapeuta até zombar da fama recém-adquirida, é documentado de forma cativante, por mais juvenil que seja às vezes. Ainda há amadurecimento a ser feito, e talvez o tempo domestique o artista fascinante que vemos neste álbum. Até lá, sua ascensão meteórica é inevitável. E os fãs fervorosos do Odd Future vão amar cada minuto".
David Amidon, do PopMatters, disse: "Se dizer que Wolf não é Goblin é a declaração mais importante que eu poderia fazer sobre este álbum, a segunda mais importante seria dizer que nada realmente mudou em relação ao próprio Tyler. Todos os seus defeitos como letrista coerente e como pessoa estão em plena exibição ao longo do álbum, e o encanto (ou a falta dele) disso influencia muito o quanto esse álbum pode ser apreciado". Jessica Hopper, da Spin, sentiu que "O maior erro de Wolf, e sua verdadeira conexão espiritual com os superiores Bastard e Goblin, é o uso desafiador da palavra 'faggot'. Como de costume, ele passa um tempo enorme se gabando de como não se importa com a opinião do mundo sobre ele, mas sua dependência dessa palavra para manter nossa atenção sugere o contrário". Chris Kelly, da Fact, afirmou: "Com Wolf, Tyler, the Creator está emocionante novamente: talvez não como o líder do império Odd Future, mas como um produtor que acabou de completar 22 anos (você esqueceu o quão jovem ele realmente é?), absorveu uma década de produção Neptunes / Doom / Def Jux e tem Pharrell, Erykah e (mais importante) Frank Ocean à disposição. Sua atitude de "não me importo" pode ter se desgastado liricamente, mas ao aplicá-la à produção, Tyler está apenas começando".

### Classificações
A XXL classificou Wolf como o 18º melhor álbum de 2013 e comentou: "O segundo álbum do líder do Odd Future, Wolf, mostrou maturidade radical—tanto musical quanto liricamente; colaborando com Frank Ocean e Earl Sweatshirt, além de Pharrell Williams e até Erykah Badu em músicas com narrativas envolventes de frustrações pessoais e desilusões amorosas. Com letras vívidas e uma produção marcada por sintetizadores intensos, Tyler continua fascinantemente estranho, mas perspicaz e musicalmente agradável". O site HipHopDX incluiu Wolf em sua lista dos 25 melhores álbuns de 2013, dizendo: "Wolf foi o trabalho mais maduro de Tyler até então. Desenvolvendo-se como um mestre da produção, ele conseguiu amarrar uma história de acampamento de verão com seus temas habituais de relacionamentos e as dificuldades da fama, sem esquecer a epidemia do crack nas favelas e o bullying que leva a tiroteios escolares".

## Desempenho comercial
Nos Estados Unidos, Wolf estreou na terceira posição da Billboard 200, vendendo 89.000 cópias na primeira semana. Na segunda semana, o álbum vendeu mais 18.000 cópias, totalizando 107.000 cópias vendidas no país.

## Lista de faixas
Todas as faixas foram escritas e produzidas por Tyler Okonma, com escritores adicionais creditados.
| lista de faixas de Wolf |                                                                                          | |         |  |
| N.º                     | Título                                                                                   | Compositor(es)                                                                                        | Duração |  |
| 1.                      | "Wolf"                                                                                   | | 1:50    |  |
| 2.                      | "Jamba" (com part. de Hodgy Beats)                                                       | Tyler Okonma Gerard Long                                                                              | 3:32    |  |
| 3.                      | "Cowboy"                                                                                 | | 3:15    |  |
| 4.                      | "Awkward"                                                                                | | 3:47    |  |
| 5.                      | "Domo23"                                                                                 | | 2:38    |  |
| 6.                      | "Answer"                                                                                 | | 3:50    |  |
| 7.                      | "Slater" (com part. de Frank Ocean)                                                      | Okonma Christopher Breaux                                                                             | 3:53    |  |
| 8.                      | "48"                                                                                     | | 4:07    |  |
| 9.                      | "Colossus"                                                                               | | 3:33    |  |
| 10.                     | "PartyIsntOver / Campfire / Bimmer" (com part. de Lætitia Sadier e Frank Ocean)          | Okonma Breaux Lætitia Sadier                                                                          | 7:18    |  |
| 11.                     | "IFHY" (com part. de Pharrell Williams)                                                  | Okonma Pharrell Williams                                                                              | 5:19    |  |
| 12.                     | "Pigs"                                                                                   | | 4:14    |  |
| 13.                     | "Parking Lot" (com part. de Casey Veggies e Mike G)                                      | Okonma Casey Jones Michael Griffin II                                                                 | 3:53    |  |
| 14.                     | "Rusty" (com part. de Domo Genesis e Earl Sweatshirt)                                    | Okonma Dominique Cole Thebe Kgositsile                                                                | 5:09    |  |
| 15.                     | "Trashwang" (com part. de Left Brain, Na-Kel, Jasper, Taco, L-Boy, Lucas e Lee Spielman) | Okonma Na-Kel Smith Davon Wilson Lucas Vercetti Lionel Boyce Travis Bennett Vyron Turner Lee Spielman | 4:42    |  |
| 16.                     | "Treehome95" (com part. de Erykah Badu e Coco Owino)                                     | Okonma Erica Wright                                                                                   | 3:00    |  |
| 17.                     | "Tamale"                                                                                 | | 2:46    |  |
| 18.                     | "Lone"                                                                                   | | 4:00    |  |
| Duração total:          | Duração total:                                                                           | Duração total:                                                                                        | 71:17   |  |

| faixa bônus do DVD documental de Wolf |                          |         |  |
| N.º                                   | Título                   | Duração |  |
| 1.                                    | "Girl 45 (Instrumental)" | 2:13    |  |

| edição instrumental |                                |                |         |  |
| N.º                 | Título                         | Compositor(es) | Duração |  |
| 1.                  | "Wolf (Instrumental)"          |                | 1:50    |  |
| 2.                  | "Jamba (Instrumental)"         |                | 3:32    |  |
| 3.                  | "Cowboy (Instrumental)"        |                | 3:15    |  |
| 4.                  | "Awkward (Instrumental)"       |                | 3:47    |  |
| 5.                  | "Domo23 (Instrumental)"        |                | 2:38    |  |
| 6.                  | "Answer (Instrumental)"        |                | 3:50    |  |
| 7.                  | "Slater (Instrumental)"        |                | 3:53    |  |
| 8.                  | "48 (Instrumental)"            |                | 4:07    |  |
| 9.                  | "Colossus (Instrumental)"      |                | 3:33    |  |
| 10.                 | "PartyIsntOver (Instrumental)" |                | 7:18    |  |
| 11.                 | "IFHY (Instrumental)"          |                | 5:19    |  |
| 12.                 | "Pigs (Instrumental)"          |                | 4:14    |  |
| 13.                 | "Parking Lot (Instrumental)"   |                | 3:53    |  |
| 14.                 | "Rusty (Instrumental)"         |                | 5:09    |  |
| 15.                 | "Trashwang (Instrumental)"     |                | 4:42    |  |
| 16.                 | "Treehome95 (Instrumental)"    |                | 3:00    |  |
| 17.                 | "Tamale (Instrumental)"        |                | 2:46    |  |
| 18.                 | "Lone (Instrumental)"          |                | 4:00    |  |
| Duração total:      | Duração total:                 | Duração total: | 71:17   |  |

#### Créditos de samples
"48" contém trechos de uma entrevista da XXL entre Tyler, the Creator e Nas.

## Ficha Técnica
Créditos de Wolf adaptado das notas do encarte do CD.

### Músicos
- Frank Ocean – vocais adicionais (4, 8)
- Syd Bennett – vocais adicionais (6)
- Colin Boyd – piano adicional (9)
- Elijah & Parys Hall – vocais adicionais (10)
- Joslyn Leonti – vocais adicionais (10)
- Jason Dill – vocais adicionais (14)
- Tallulah – vocais adicionais (17)
- Lionel Boyce – vocais adicionais
- Sarah Parker – vocais adicionais

### Técnica
- Vic Wainstein – gravação (todas)
- Manny Marroquin – mixagem (1, 7, 8, 10, 11, 16, 17)
- Trehy Harris – assistência de mixagem (1–4, 12–15)
- Jaycen Joshua – mixagem (2–5, 12–15)
- Andrew Dawson – mixagem (6, 9, 10, 18)
- Chris Galland – assistência de mixagem (7, 8, 10, 11, 16, 17)
- Delbert Bowers – assistência de mixagem (7, 8, 10, 11, 16, 17)
- Sterling Winfield – gravação (16)
- Phil Toselli – layout da embalagem
- Tyler, the Creator – layout da embalagem
- Brian "Big Bass" Gardner – masterização
- Bernie Grundman – masterização
- Eddy Tekeli – fotografia

## Tabelas musicais
| Tabela (2013)                                                 | Melhor posição |
| ------------------------------------------------------------- | -------------- |
| Austrália — ARIA Charts                                       | 19             |
| Bélgica (Flandres) — Ultratop 50                              | 48             |
| Canadá — Canadian Albums Chart (Billboard)                    | 2              |
| Dinamarca — Hitlisten                                         | 10             |
| Países Baixos — MegaCharts                                    | 86             |
| França — Syndicat National de l'Édition Phonographique        | 116            |
| Irlanda — Irish Recorded Music Association                    | 46             |
| Nova Zelândia — Recording Industry Association of New Zealand | 30             |
| Reino Unido — UK Albums Chart (The Official Charts Company)   | 17             |
| Reino Unido — UK R&B Chart (The Official Charts Company)      | 2              |
| Estados Unidos — Billboard 200                                | 3              |
| Estados Unidos — Top R&B/Hip Hop Albums (Billboard)           | 2              |

| Tabela (2013)                                       | Melhor posição |
| --------------------------------------------------- | -------------- |
| Austrália — ARIA Charts                             | 42             |
| Estados Unidos — Billboard 200                      | 181            |
| Estados Unidos — Top R&B/Hip Hop Albums (Billboard) | 41             |

## Certificações
| Região                                                       | Certificação | Unidades/vendas |
| ------------------------------------------------------------ | ------------ | --------------- |
| Reino Unido (BPI)                                            | Prata        | 60.000‡         |
| Estados Unidos (RIAA)                                        | Platina      | 1.000.000‡      |
| ‡vendas+valores de streaming baseados apenas na certificação |              |                 |